# Фаткуллин, Гаяз Талгатович
Гая́з Талга́тович Фатку́ллин (род. 30 июня 1974 года, Дивногорск, Красноярский край, СССР) — российский мусульманский религиозный и общественный деятель, муфтий, председатель Единого духовного управления мусульман Красноярского края, имам-хатыб Соборной мечети Красноярска.

## Биография
Родился 30 июня 1974 года в г. Дивногорск Красноярского края в семье строителя и учительницы.
В 1991 году окончил среднюю общеобразовательную школу. Учился на токаря в учебном комбинате, затем пробовал поступить на механический факультет Красноярского технического института.
В 1992—1994 годах проходил службу в Вооружённых силах России, в войсках связи Забайкальского военного округа.
После окончания военной службы работал в строительной организации, продолжил обучение в воскресной школе при Соборной мечети г. Красноярска.
В 1996 году поступил в Нижегородское исламское медресе «Махинур», которое успешно закончил в 1999 году и продолжил образование на факультете шариата казанского Российском исламском университете.
В 2001 году был избран председателем Совета мусульман Красноярского края, а в 2002 году муфтием и председателем независимого Единого духовного управления мусульман Красноярского края.
В 2002 году поступил на исторический факультет Красноярского государственного педагогического университета имени В. П. Астафьева, который окончил в 2007 году по специальности «Учитель истории» (тема дипломной работы «Сибирские татары и их история до 1917 года»), продолжив обучение в аспирантуре с подготовкой к защите диссертации на соискание учёной степени кандидата философских наук Также являлся старшим преподавателем кафедры религиоведения исторического факультета Красноярского государственного педагогического университета имени В. П. Астафьева.
В 2006 году поступил в Московский исламский университет, который окончил с отличием в 2010 году.
В 2009—2012 годах учился в Российской академии государственной службы при Президенте РФ по специальности «государственное и муниципальное управление» по специализации «государственно-конфессиональные отношения». Дипломная работа — «Ислам в общественно-политической жизни Красноярского края». Научный руководитель — доктор философских наук, профессор С. А. Семедов.
Владеет арабским, татарским, турецким, английским языками
Женат, воспитывает сына и дочь.

## Общественная деятельность
В 2003 году, в качестве члена и сопредседателя, вошёл в состав Межрелигиозного Совета Красноярского края, который является отделением Межрелигиозного Совета России
С 2004 года является членом Совета муфтиев России.
С 14 февраля 2007 года — член Совета Гражданской ассамблеи Красноярского края. В том же году вошёл в состав Общественного совета при ГУВД России по Красноярскому краю и Общественно-консультативного совета при Управлении Федеральной миграционной службы России по Красноярскому краю.
В сентябре 2007 года с целью профилактики отрицательного отношения к мусульманам в обществе, выступил с лекцией по основам вероисповедания ислама перед студентами исторического факультета КГПУ имени В. П. Астафьева.
С 2008 года — член Комиссии Красноярского края по вопросам помилования и член Общественного совета при Главном управлении Федеральной службы исполнения наказания по Красноярскому краю.
В 2009 году вошёл в состав Общественного совета при Управлении Федеральной службе по контролю за оборотом наркотиков по Красноярскому краю.
В 2010 году был включён в состав рабочей группы, целью которой определялась разработка предложений по решению вопроса о пробном введении в общеобразовательных учреждениях в 2009—2011 гг. комплексного учебного курса «Основы
религиозных культур и светской этики» с входящими в его состав тематическими разделами.
Член Общественной наблюдательной комиссии Красноярского края Общественной палаты Российской Федерации.
Член Региональная общественной организации «Красноярское историко-просветительское и правозащитное общество „Мемориал“».

## Труды

### Статьи
- Фаткуллин, Г. Т. Ислам и вопросы образования в Красноярском крае : информационное письмо // Информационный бюллетень Совета мусульман Красноярского края / Адм. Краснояр. края. Ком. по делам национальностей, религий и обществ. объед., Совет мусульман Краснояр. края; сост. Р. Г. Рафиков, ред. М. Г. Денисов. — Красноярск : Совет мусульман Красноярского края, 2004. — № 4. — С. 66-68

### Проповеди
- Фаткуллин, Г. Т. Дуа — обращение к Всевышнему Аллаху (недоступная ссылка) // Газета «Исламский край», № 4 (004) июль 2009 года
- Фаткуллин, Г. Т. Рамадан — месяц для самосовершенствования и утверждения в вере // Ислам в Сибири, 22.08.2009 г. / Газета «Исламский край», № 5 (005) (недоступная ссылка) август 2009 года
- Фаткуллин, Г. Т. Вино и азартные игры — гнусное дело сатаны… // Газета «Исламский край», № 7 (007) октябрь 2009 года
- Фаткуллин, Г. Т. Праздник Ид аль-Фитр — день великой радости для тех, кто выполнил предписания Всевышнего! (недоступная ссылка) // Ислам в Сибири, 16.09.2009 г. / Газета «Исламский край», № 6 (006) сентябрь 2009 года
- Фаткуллин, Г. Т. «Не дойдёт до Аллаха ни мясо, ни кровь жертвенных животных, но дойдёт богобоязненность и благочестие» // Газета «Исламский край», № 8 (008) ноябрь 2009 года
- Фаткуллин, Г. Т. «Там, где отсутствует институт выплаты закята, неуместно говорить о полноте Ислама» // Газета «Исламский край», № 9 (009) декабрь 2009 года / Газета «Исламский край», № 10 (001) (январь 2010 года)
- Фаткуллин, Г. Т. Пророк Мухаммад — тот, ради кого была создана Вселенная // Газета «Исламский край», № 2 (11) (февраль 2010 года)
- Фаткуллин, Г. Т. Гаяз-хазрат Фаткуллин: «Российские мусульмане должны вести джихад с терроризмом и агрессией» // Ислам в Сибири, 09.04.2010 г. / Газета «Исламский край», № 4 (13) (недоступная ссылка) (апрель 2010 года)
- Фаткуллин, Г. Т. День Победы — всенародный праздник торжества над фашизмом // Ислам в Сибири, 07.05.2010 г. / Газета «Исламский край», № 5 (14) (недоступная ссылка) (май 2010 года)
- Фаткуллин, Г. Т. Дети — украшение земной жизни // Ислам в Сибири, 01.06.2010 г. / Газета «Исламский край», № 6 (15) (недоступная ссылка) (июнь 2010 года)
- Фаткуллин, Г. Т. Рамадан — старт для великих благих начинаний! // Ислам в Сибири, 08.09.2010 г. / Газета «PRO Ислам», № 1(001), сентябрь 2010
- Фаткуллин, Г. Т. Курбан-байрам — праздник приближения к милости Господа // Ислам в Сибири, 16.11.2010 г. / Газета «PRO Ислам», № 2-3(002—003) (недоступная ссылка), октябрь-ноябрь 2010
- Фаткуллин, Г. Т. Гаяз-хазрат Фаткуллин: «Мусульманская умма должна противостоять любым конфликтам» // Ислам в Сибири, 30.03.2011 г. / Газета «PRO Ислам», № 7 (007) (недоступная ссылка), март 2011
- Фаткуллин, Г. Т. «Религия и высокая нравственность — залог избавления от преступности» (недоступная ссылка) // Газета «PRO Ислам», № 8 (008), апрель 2011
- Фаткуллин, Г. Т. Муфтий Красноярского края: «Мы помним и гордимся подвигом наших ветеранов — борцов за мир и толерантность» // Ислам в Сибири, 06.05.2011 г. / Газета «PRO Ислам», № 9(009) (недоступная ссылка), май 2011
- Фаткуллин, Г. Т. Гаяз хазрат Фаткуллин: Ислам — совершенная религия, лишенная недостатков // Ислам в Сибири, 19.07.2011 г. / Газета «PRO Ислам», № 10 (010) (недоступная ссылка), июнь 2011
- Фаткуллин, Г. Т. Гаяз хазрат Фаткуллин: убийство Максуда Садикова — попытка дестабилизации общественно-политической ситуации в России (недоступная ссылка) // Газета «PRO Ислам», № 10 (010), июнь 2011
- Фаткуллин, Г. Т. Месяц Рамадан — это прекрасное время для того, чтобы задуматься о своей роли в этом мире // Ислам в Сибири, 01.08.2011 г.
- Фаткуллин, Г. Т. Ид аль-Фитр — праздник добродетели и взаимопомощи // Ислам в Сибири, 29.08.2011 г.
- Фаткуллин, Г. Т. Гаяз Фаткуллин: Курбан-байрам — праздник мира и созидания // Ислам в Сибири, 06.11.2011 г.
- Фаткуллин, Г. Т. Гаяз-хазрат Фаткуллин: Пророк Мухаммад — пример милости и сострадания // Ислам в Сибири, 03.02.2012 г.
- Фаткуллин, Г. Т. Гаяз-хазрат Фаткуллин: Настоящий мусульманин должен стремиться сделать каждый день женщины праздником // Ислам в Сибири, 07.03.2012 г.
- Фаткуллин, Г. Т. Гаяз-хазрат Фаткуллин: «Аллах Всевышний учит людей быть справедливыми друг к другу» // Ислам в Сибири, 02.04.2012 г.

### Интервью
- Алёшина Т. Гаяз Фаткуллин: «Священник только полчаса орёл, остальные сутки он лошадь» // Dela.ru. — 29.03.2012. Архивировано 25 марта 2016 года.
- Арифулина Л., Арифулина Э. Гаяз-хазрат Фаткуллин: «Мы можем гордиться межнациональной стабильностью в Красноярском крае» (недоступная ссылка — история) // Газета «PRO Ислам». — 2011. — № 6 (006). — С. 3.
- Гаяз Фаткуллин: «Крестик на шее ни о чём не говорит» // Московский комсомолец. — 2005. Архивировано 29 марта 2016 года.
- Перекотий В. А. Гаяз-хазрат Фаткуллин: «Многоженство дано, чтобы был мир, гармония и доброта» // Авторитетное радио. — 10.07.2013. Архивировано 8 июня 2015 года.
- Рехимкулова Ю. Гаяз Фаткуллин: «Если священник не смог помочь, он не священник» // Вечерний Красноярск. — 27.07.2005. — № 22 (22). Архивировано 17 апреля 2013 года.
- Южаков Е. Гаяз Фаткуллин: «От терроризма больше всех страдают мусульмане» // Городские новости. — 19.12.2013. — № 2895. Архивировано 30 июня 2016 года.
- Интервью // Афонтово. — 17.07.2012. Архивировано 23 мая 2016 года.

### Критика и ответ на критику
- Илья Зайцев Такой разный ислам (недоступная ссылка) // ТВК 2 ноября 2011
- ТВК: спецрасследование или спецпреследование? // Ислам в Сибири, 03.11.2011